# Кубок Европы по бегу на 10 000 метров 2022
Кубок Европы по бегу на 10 000 метров 2022 года прошёл 28 мая на стадионе имени Жан-Поля Шассебёфа в Пасе (Франция, регион Бретань). Участники разыграли командный приз в соревнованиях у мужчин и женщин. Одновременно в Пасе состоялся чемпионат Франции в беге на 10 000 метров.
На старт в рамках Кубка Европы вышли 116 бегунов из 28 стран, из них 63 мужчины и 53 женщины. Каждая страна могла выставить до 6 человек в каждый из двух командных турниров. Победители определялись по сумме результатов 3 лучших участников.
Уверенные победы в личном первенстве одержали Джимми Грессье из Франции и Ясемин Джан из Турции. Джан оторвалась от своих соперниц на 3-м километре и остаток дистанции пробежала в одиночестве, не дав усомниться в своём первенстве. Интрига в мужском забеге сохранялась чуть дольше. Темп Грессье поддержали испанец Карлос Майо и Арас Кая из Турции, но сразу после отметки 5000 м француз стал постепенно удаляться от преследователей. Итоговый результат 27.24,51 уступил рекорду соревнований (27.14,44) чуть более 10 секунд, национальному рекорду (27.17,29) — немногим более 7 секунд. Карлос Майо второй год подряд стал призёром: после бронзовой медали на Кубке Европы-2021 он поднялся на одну ступень пьедестала выше.
Мужская сборная Франции защитила чемпионский титул в командном первенстве, в то время как женщины из Германии оказались сильнейшими впервые в истории Кубка Европы.

## Результаты

### Командное первенство
| Место | Команда | Время                                                       | Общее время |
| ----- | --- | ----------------------------------------------------------- | ----------- |
| 1     | Франция · Джимми Грессье · Янн Шрюб · Эмманюэль Рудольф-Левисс · Флориан Карвальо · Йоанн Коваль · Корентен Ле Руа | 27.24,51 27.59,32 28.06,28 (28.06,30) (28.47,47) (29.26,26) | 1:23.30,11  |
| 2     | Испания · Карлос Майо · Роберто Алаис · Хуан Антонио Перес · Хесус Рамос · Яго Рохо · Закария Буфалджат            | 27.53,12 28.04,01 28.08,66 (28.32,33) (28.35,77) (29.38,31) | 1:24.05,79  |
| 3     | Германия · Филимон Абрахам · Нильс Фойгт · Симон Бох · Хомию Тесфайе                                               | 28.03,39 28.04,81 28.39,29 (DNF)                            | 1:24.47,49  |
| 4     | Италия |                                                             | 1:24.59,46  |
| 5     | Турция |                                                             | 1:25.44,12  |
| 6     | Израиль |                                                             | 1:26.41,21  |
| 7     | Ирландия |                                                             | 1:28.09,69  |
| 8     | Дания |                                                             | 1:30.50,08  |
| 9     | Финляндия |                                                             | 1:31.04,16  |
| 10    | Сборная беженцев                                                                                                   |                                                             | 1:31.21,43  |

| Место | Команда | Время                                                  | Общее время |
| ----- | --- | ------------------------------------------------------ | ----------- |
| 1     | Германия · Алина Ре · Катарина Штайнрук · Ева Дитерих · Доменика Майер                                       | 31.39,86 32.03,88 32.25,70 (33.00,29)                  | 1:36.09,44  |
| 2     | Турция · Ясемин Джан · Яйла Гёнен · Фатма Карасу · Эсма Айдемир                                              | 31.20,18 32.53,16 33.01,34 (DNF)                       | 1:37.14,68  |
| 3     | Великобритания · Эбби Доннелли · Ханна Ирвин · Лорен Хейз · Филиппа Боуден · Джессика Гиббон · Стефани Твелл | 32.20,82 32.44,38 32.49,69 (33.22,05) (33.24,86) (DNF) | 1:37.54,89  |
| 4     | Италия |                                                        | 1:37.59,41  |
| 5     | Испания |                                                        | 1:38.30,23  |
| 6     | Франция |                                                        | 1:38.49,57  |
| 7     | Украина |                                                        | 1:39.24,31  |
| 8     | Польша |                                                        | 1:40.06,40  |
| 9     | Ирландия |                                                        | 1:42.26,43  |

### Индивидуальное первенство
| Место | Спортсмен       | Страна   | Время    |
| ----- | --------------- | -------- | -------- |
| 1     | Джимми Грессье  | Франция  | 27.24,51 |
| 2     | Карлос Майо     | Испания  | 27.53,12 |
| 3     | Арас Кая        | Турция   | 27.58,08 |
| 4     | Янн Шрюб        | Франция  | 27.59,32 |
| 5     | Пьетро Рива     | Италия   | 28.01,07 |
| 6     | Эфрем Гидей     | Ирландия | 28.01,50 |
| 7     | Филимон Абрахам | Германия | 28.03,39 |
| 8     | Роберто Алаис   | Испания  | 28.04,01 |
| 9     | Нильс Фойгт     | Германия | 28.04,81 |
| 10    | Гашау Аяле      | Израиль  | 28.05,37 |

| Место | Спортсмен         | Страна         | Время    |
| ----- | ----------------- | -------------- | -------- |
| 1     | Ясемин Джан       | Турция         | 31.20,18 |
| 2     | Алина Ре          | Германия       | 31.39,86 |
| 3     | Катарина Штайнрук | Германия       | 32.03,88 |
| 4     | Валерия Зиненко   | Украина        | 32.07,28 |
| 5     | Майтане Мелеро    | Испания        | 32.08,57 |
| 6     | Мойра Стюартова   | Чехия          | 32.08,96 |
| 7     | Анна Арнаудо      | Италия         | 32.09,54 |
| 8     | Мекдес Волду      | Франция        | 32.11,72 |
| 9     | Эбби Доннелли     | Великобритания | 32.20,82 |
| 10    | Ева Дитерих       | Германия       | 32.25,70 |